# Roger B. Wilson
Roger B. Wilson, född 10 oktober 1948 i Boone County, Missouri, är en amerikansk demokratisk politiker. Han var Missouris viceguvernör 1993–2000 och guvernör 2000–2001.
Wilson studerade vid Central Methodist College och University of Missouri. År 1979 fyllnadsvaldes han till Missouris senat och omvaldes sedan till tre stycken fyraåriga mandatperioder.
År 1993 efterträdde Wilson Mel Carnahan som Missouris viceguvernör. Guvernör Mel Carnahan avled 2000 i ämbetet och efterträddes av Wilson. Han efterträddes sedan 2001 i guvernörsämbetet av Bob Holden.